# Краснолуцьке сільське поселення
Краснолуцьке сільське поселення — муніципальне освіту у Октябрського району Ростовської області.
Адміністративний центр поселення — хутір Красний Луч.
Населення - 2580 осіб (2010 рік).

## Географія
Краснолуцьке сільське поселення розташовано у центрі (у долині Кадамовки - Красний Луч, Ягодинка, Первомайський) й південному заході (у долині Керчика - Нижньодонський, Озерки) Октябрського району.
Межує з двома Комунарським й Мокролозьким сільськими поселеннями Октябрського району, Шахтинським міським округом, а також з Усть-Донецьким муніципальним районом.
Площа території сільського поселення — 18162,12 га.

## Адміністративний устрій
До складу Краснолуцького сільського поселення входять:
- хутір Красний Луч - 635 осіб (2010 рік);
- селище Нижньодонський - 1167 осіб (2010 рік);
- хутір Озерки - 197 осіб (2010 рік);
- хутір Первомайський - 201 осіб (2010 рік);
- хутір Ягодинка - 380 осіб (2010 рік).

## Господарство
- ЗАТ «шахта ім. Михайла Пчиху»
- ТОВ «Метал-Дон»

## Освіта
У муніципальному утворенні діють 3 муніципальних освітні заклади (МОЗ) типу «Середня загальноосвітня школа (СЗШ) МОЗ СЗШ № 4, МОЗ СЗШ № 9, МОУЗ СЗШ № 11, а також муніципальне дошкільний освітній заклад МДОЗ № 15.